# アルプス山脈

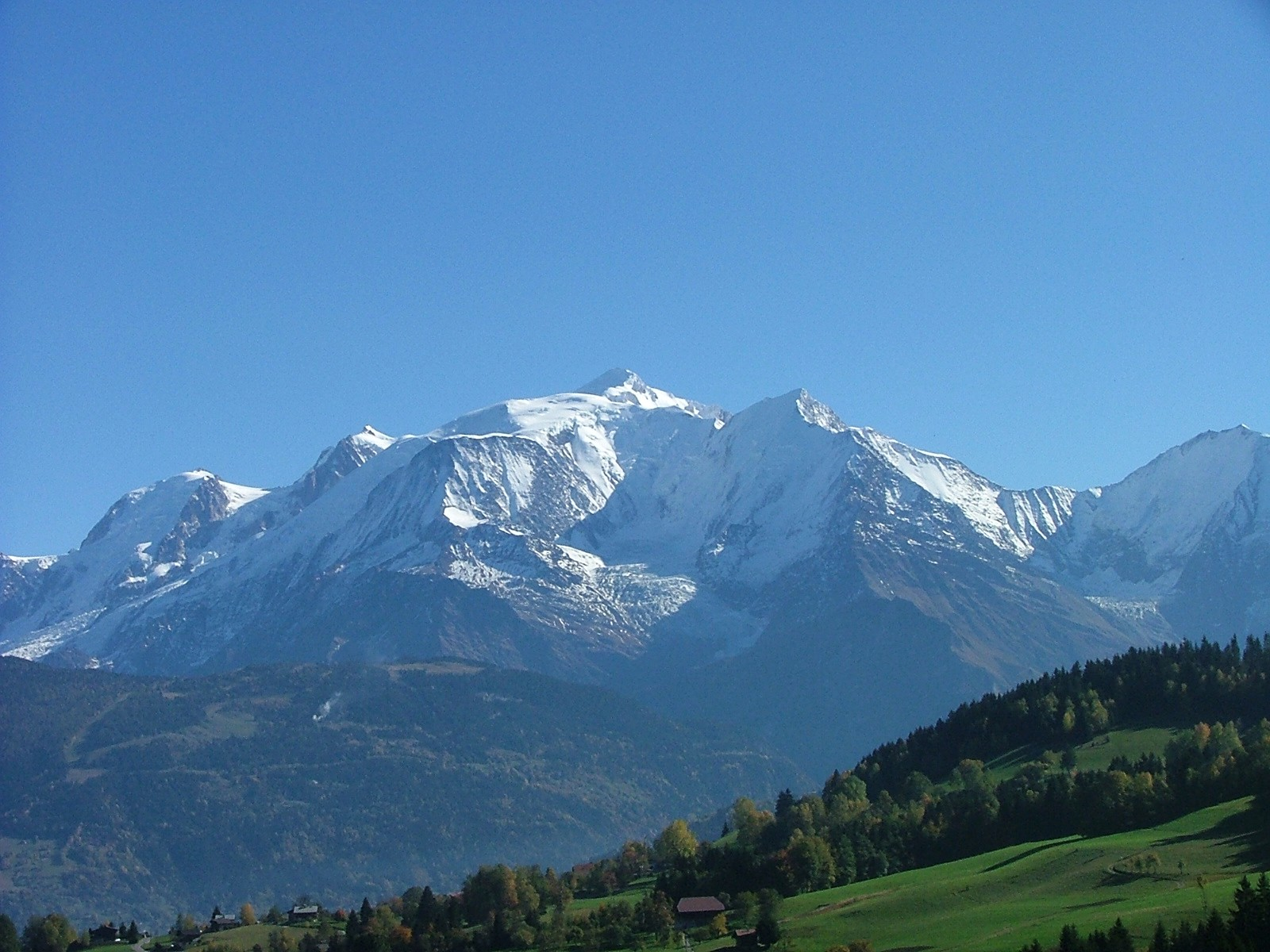
アルプス山脈最高峰 モンブラン山

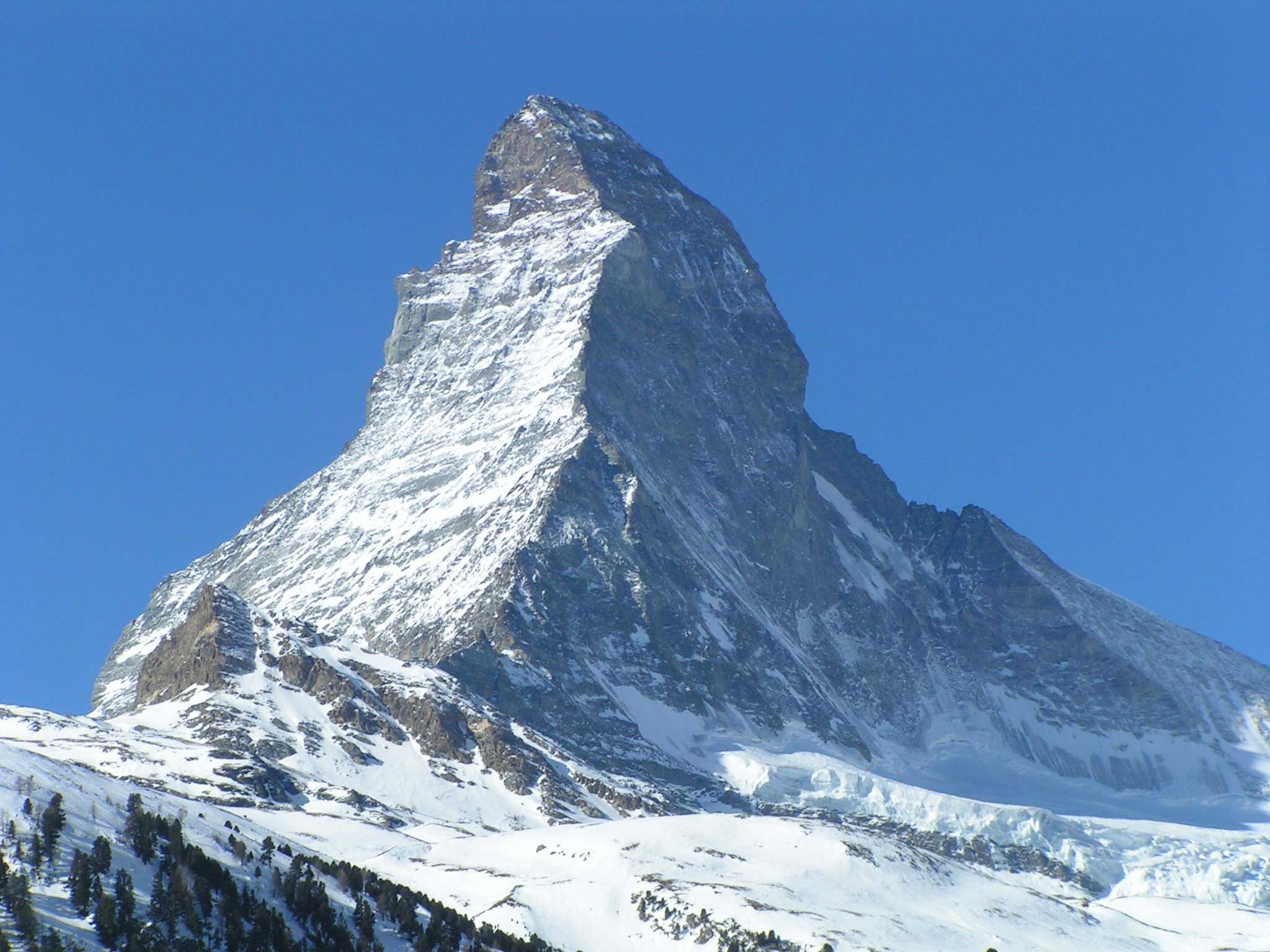
ツェルマットから見たマッターホルン山

アルプス山脈（アルプスさんみゃく、イタリア語:Alpi、フランス語:Alpes、ドイツ語:Alpen、スロベニア語:Alpe、バイエルン・オーストリア語:Oipn、アレマン語:Alpe、アルピタン語:Ârpes、ピエモンテ語:Alp、ロンバルト語:Alp 、ロマンシュ語:Alps）は、アルプス・ヒマラヤ造山帯に属し、ヨーロッパ中央部を東西に横切る山脈である。

## 概要
オーストリア・スロベニアを東端とし、イタリア・ドイツ・リヒテンシュタイン・スイス各国にまたがり、フランスを南西端とする多くの国にまたがっている。
アルプ（スイスの高山山腹の夏季放牧場；英語: alp，フランス語: alpe，ドイツ語: Alpe）がいっぱいであるからアルプスであると考える説と、ケルト語の alp「岩山」を語源とし、ラテン語を経由したと考える説がある。言語学者 泉井久之助は、大陸ケルト語の alpes「高い山々」からと考えられる、としている。
最高峰のモンブランは標高4,810.9 m (2007年) で、フランスとイタリアの国境をなし、西ヨーロッパの最高峰でもある。
アルプス山脈はヨーロッパの多数の河川の水源地となっており、ここからドナウ川・ライン川・ローヌ川・ポー川、といった大河川が流れ出て、それぞれ黒海・北海・地中海・アドリア海へと注ぐ。

## 地理

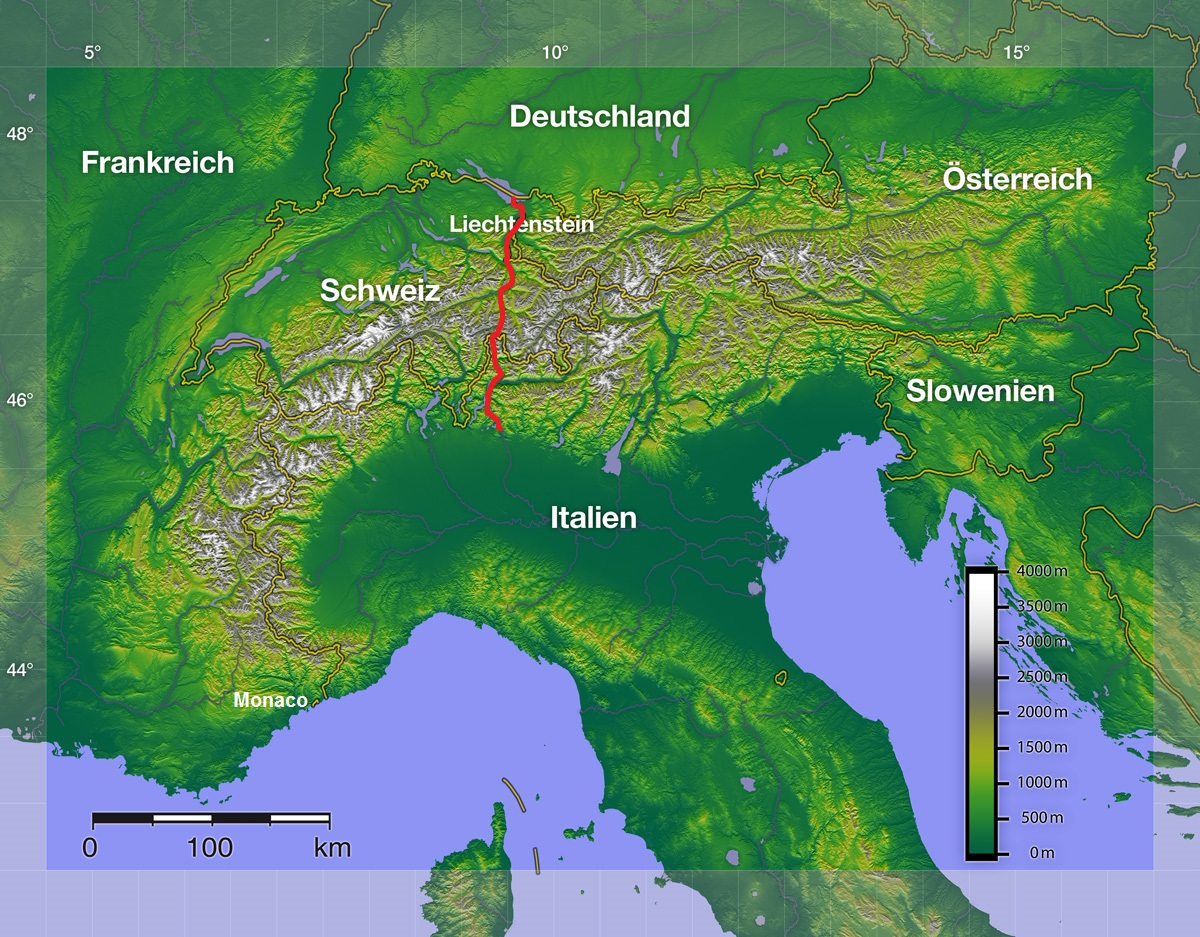
フランス・スイス・リヒテンシュタイン・ドイツ・オーストリア・イタリア・スロベニア各国に渡るアルプス山脈と

アルプス山脈は、イタリアのコモ湖からスイスとリヒテンシュタインおよびオーストリア国境（ライン川）を結ぶ線で東アルプス山脈と西アルプス山脈に分けられている。これ以外にも南北でわけるなどさまざまな区分が存在する。

### 西アルプス山脈
さらに西アルプス山脈はグルノーブルとトリノを結ぶ線を境として、南を南西アルプス山脈、北を北西アルプス山脈と称する。南西アルプス山脈は地中海にまで伸びている。また、北西アルプス山脈はスイスアルプス全域を含む。また、この両山脈もさらに細かい山脈へと細分されており、北西アルプス山脈にはモンブランを含むグライエアルプス山脈や、モンテ・ローザやマッターホルンを含むペンニネアルプス山脈などが含まれている。
南西アルプス山脈は高度を下げながら地中海の至近まで迫っている。高峰としてはモンテ・ヴィーゾ山などがある。アルプスで最も標高の高いのは北西アルプスであり、アルプスの4000m以降の高峰はすべてこの山脈中に位置する。北西アルプスは東西に並行して走る二つの山系によって大きく分かれている。南を走る山系には、西からモンブラン、エギーユ・デュ・ミディ、グランド・ジョラスなどを含むグライエアルプス山脈や、モンテ・ローザ、マッターホルンなどを含むペンニネアルプス山脈などが含まれる。北の山系には、 アイガー、ユングフラウ、メンヒなどを含むベルナー・オーバーラント山脈やグラルナー・アルプス山脈などが含まれる。この両山系の間にはローヌ川の河谷があり、細長いヴァリス渓谷を形成している。マッターホルン北麓にあるツェルマットと、ユングフラウの北麓にあるグリンデルヴァルトはそれぞれの地域の観光・登山の拠点都市となっている。また、ベルナー・オーバーラントの東側に位置するルツェルン湖（フィーアヴァルトシュテッテ湖）周辺の4州（ルツェルン州・ウーリ州・シュヴィーツ州・ウンターヴァルデン州 (ニトヴァルデン準州およびオプヴァルデン準州)）は、スイス発祥の地であり、ウィリアム・テルの伝説で知られる地域である。スイスの国土面積におけるアルプスの割合は60%にものぼり、スイスの経済や文化に大きな影響を与えている。また、南麓のほとんどはイタリア領であるが、一部はスイス領のティチーノ州となっている。この南麓には、ルガーノ湖・マッジョーレ湖・コモ湖といった南北に細長い氷河湖が点在し、その湖畔にルガーノ・ロカルノ・コモといったリゾート地が点在する。

### 東アルプス山脈
東アルプス山脈は、東西ではなく南北で分けられている。すなわち、もっとも北を走りドイツとオーストリアの国境を一部成す北東アルプス山脈、中央部を走りオーストリアとイタリアの国境を主になす中央東アルプス山脈、そしてイタリア北部からオーストリア南部のケルンテン州へと延び、ケルンテン州やシュタイエルマルク州とスロベニア共和国の間の国境をなす南東アルプス山脈の3つである。南東アルプス山脈にはドロミティ山脈やジュリアアルプス山脈などが含まれている。
北東アルプス山脈の西部、ドイツ・オーストリア国境部分のドイツ側北麓は、最も西にありレヒ川以西を領域とするアルゴイ・アルプス、レヒ川とイン川に挟まれた中部のバイエルン・アルプス、最も東にあるイン川以東のザルツブルク・アルプスの3つに分けられる。アルゴイ・アルプスは牧歌的な風景で知られる。バイエルン・アルプスにはドイツ最高峰であるツークシュピッツェ (2,962 m) があり、またガルミッシュ＝パルテンキルヒェンなどのスキーリゾートが多く存在する。また、バイエルン王ルートヴィヒ2世によって19世紀後半に建設されたノイシュヴァンシュタイン城はアルプスでも最も人気のある観光地の一つである。ルートヴィヒ2世はほかにもこの地域に、ホーエンシュヴァンガウ城とリンダーホーフ城の二つの城を建設している。ザルツブルク・アルプスにあるベルヒテスガーデンは保養地として知られている。このアルプス北麓にはドイツ観光街道の一つであるドイツ・アルペン街道がボーデン湖畔のリンダウからベルヒテスガーデンまで450 kmにわたって走っており、多くの観光客が訪れる。ザルツブルク南方でドイツとの国境部分は終わるが、北東アルプスはなおも東へと延びる。ザルツブルク東方のザルツカマーグート地方を抜け、ウィーン周辺に広がるウィーンの森がこの山脈の末端となる。ザルツブルク州のザンクト・ヨーハン・イム・ポンガウ郡にあるアルプス山脈の一部はユネスコ世界ジオパークに指定される。
北東アルプス山脈と中央東アルプス山脈の間にはイン川の谷が広がり、スイス・グラウビュンデン州の東部を通ったのちチロル地方の中心部をなしている。イン川上流部のエンガディン地方はその風景の美しさで知られ、特にその上流部であるオーバーエンガディンの中心地であるサン・モリッツはスキーリゾートを中心に栄える観光都市である。またサン・モリッツの北約30 kmのところにあるダヴォスもスキーリゾートとして知られ、またこの環境と宿泊施設等の充実ぶりから世界経済フォーラム（ダヴォス会議）の開催地に選ばれ、毎年会議が行われている。この谷の中央部にあるインスブルックは、この谷を通って東西へと延びる交易路と、中央東アルプス山脈のブレンナー峠を通って南北に延びる交易路の結節点として栄えてきた。
中央東アルプス山脈はオーストリアとイタリアの国境をなしながら東へと延びる。中央部のブレンナー峠はドイツとイタリアとを結ぶ交通路の中でも最も利用されたものの一つであり、アルプス東部で最も重要な峠だった。やがてオーストリア領内へと入り、オーストリア最高峰のグロースグロックナー山はこの山脈に存在する。グロースグロックナー山を中心とするホーエ・タウエルン国立公園は中央ヨーロッパで最大の国立公園となっている。
中央東アルプス山脈と南東アルプス山脈の間には南チロル地方のボルツァーノ自治県やケルンテン州などが広がる。
南東アルプス山脈はドロミティ山脈などを含むイタリア領内を東西に延びたのち、オーストリアとスロヴェニアの国境をなす。スロヴェニア最高峰のトリグラウ (2,864 m) もこの山脈内のジュリアアルプス山脈に存在する。南麓にはガルダ湖があり、レードロ付近の一部およびアダメッロ・ブレンタ国立公園はユネスコの生物圏保護区に指定されている。

### 主要峰
三大北壁もこの山脈にある。

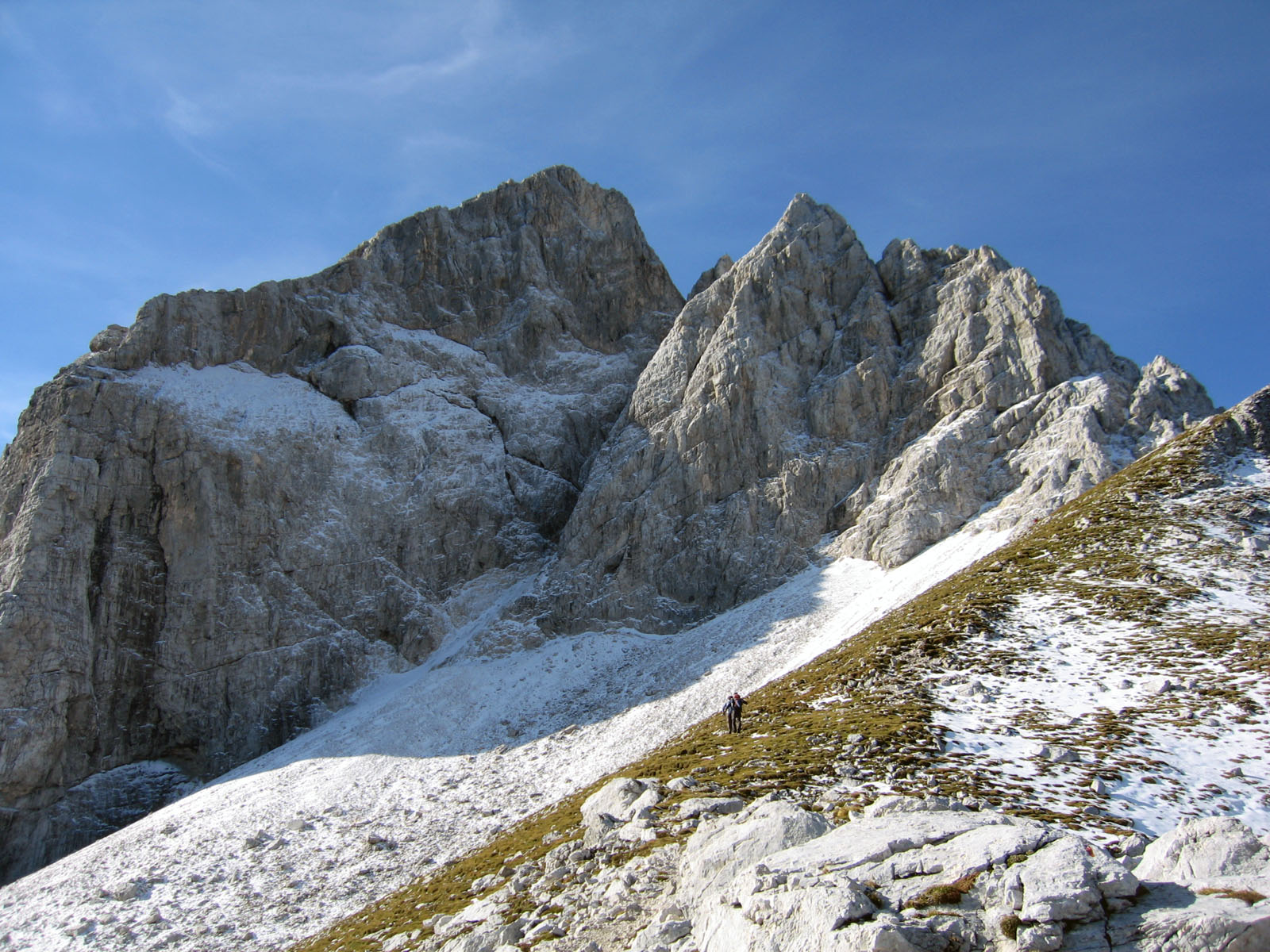
アルプス山脈の一つ、スロベニアのヤロヴェツ

- モンブラン (4,810.9 m) - 西ヨーロッパ最高峰、フランス及びイタリア最高峰
- モンテ・ローザ (4,609 m) - スイス最高峰
- マッターホルン (4,478 m) - 三大北壁の一つがある
- グランド・ジョラス (4,208 m) - 三大北壁の一つがある
- ユングフラウ (4,158 m)
- メンヒ (4,107 m)
- グラン・パラディーゾ (4,061 m)
- アイガー (3,975 m) - 三大北壁の一つがある
- グロースグロックナー (3,798 m) - オーストリア最高峰
- ツークシュピッツェ (2,962 m) - ドイツ最高峰
- トリグラウ (2,864 m) - スロベニア最高峰

### 峠一覧
- イズラン峠 (2,770 m)
- ガリビエ峠 (2,642 m)

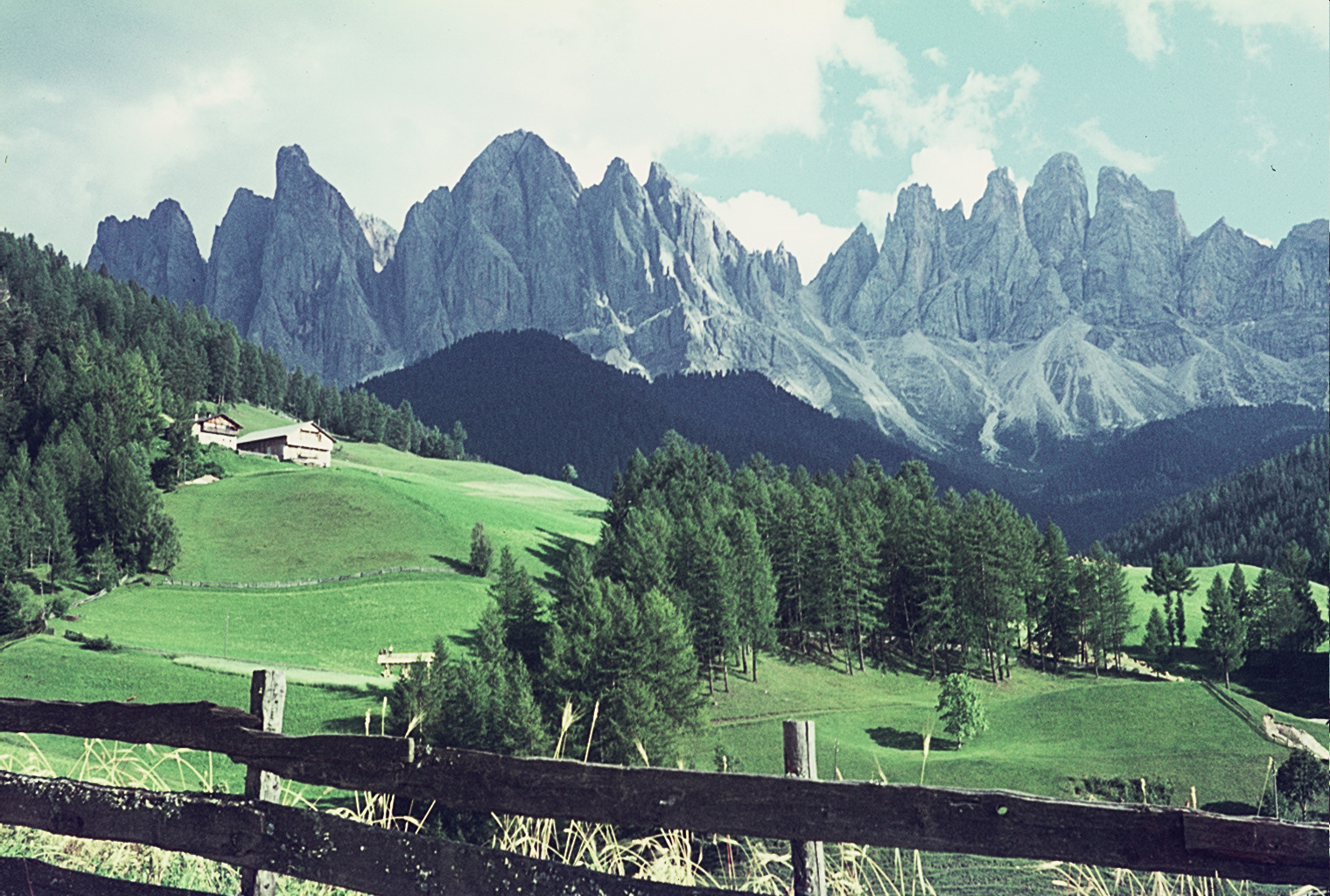
フーネス, ドロミーティ, イタリア

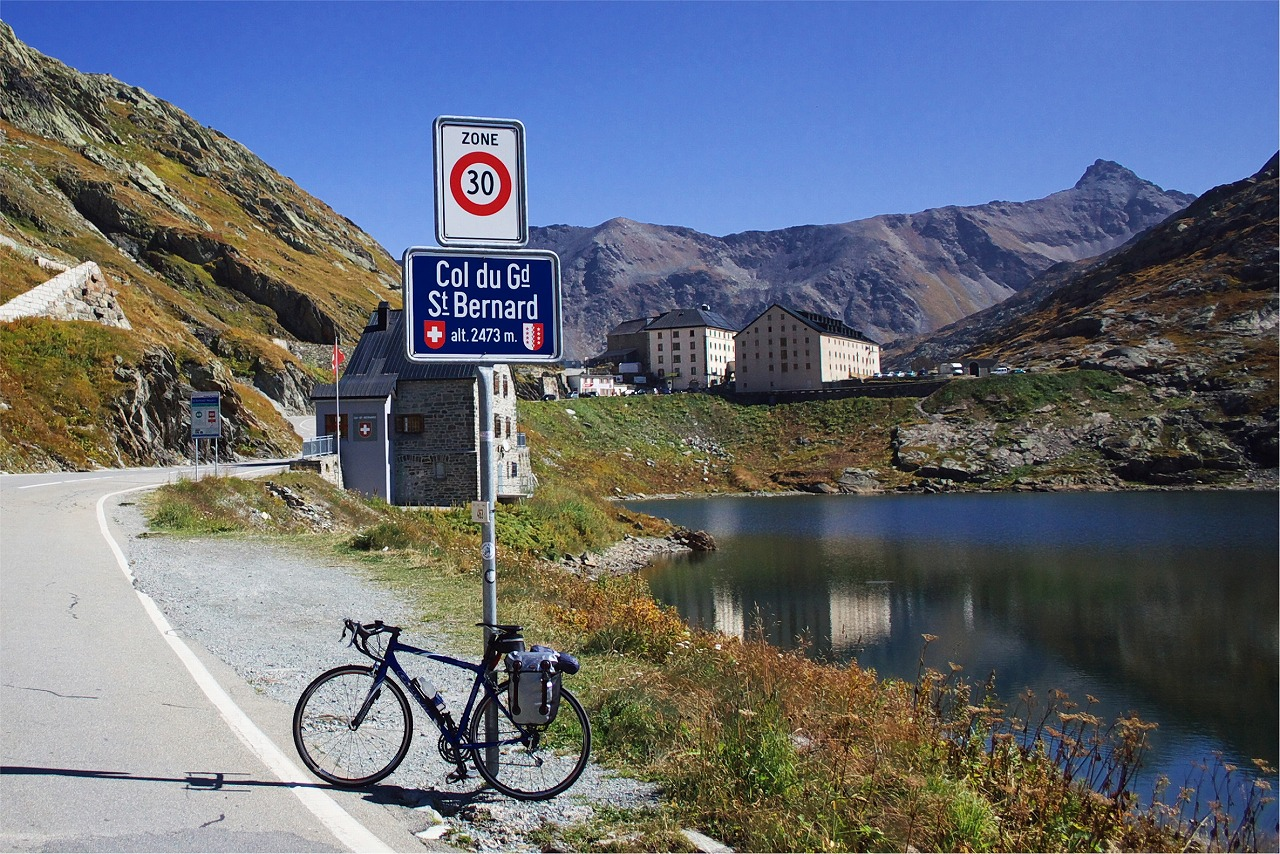
アルプスの主要峠の一つ、グラン・サン・ベルナール峠

- グラン・サン・ベルナール峠 (2,473 m)
- グランドン峠 (1,924 m)
- ステルビオ峠 (2,758 m)
- テレグラフ峠 (1,566 m)
- プチ・サン・ベルナール峠 (2,188 m)
- ブレンナー峠 (1,370 m)
- プロッケン峠 (1,357 m)
- ボネット峠 (2,715 m)
- マドレーヌ峠 (2,000 m)
- モン・スニ峠 (2,083 m)
- ロータレ峠 (2,058 m)
- クロワ・ド・フェール峠 (2,067 m)
- ゼメリング峠 (965 m; 当山脈のほぼ東端)

## 地質学的成因
約6000万年前の暁新世のころから北欧の大陸棚堆積体がアフリカ大陸の下部に沈み込みを開始した。つまりヨーロッパ大陸がアフリカ大陸に沈み込む形での大陸衝突型造山帯となった。約1500万年前の中新世にドーム状に地層が盛り上がって出来た。
　強い圧力は衝上断層により地層にナッペと呼ばれる壮大な遠方移動を生じさせた。最下位のHelvetic nappeは北欧大陸のなごり、Pennine nappeは超高圧-高圧変成帯でアルプス造山帯の中核部、最上位のAustroalpine nappeはアフリカ大陸のなごりで、この三つがほぼ水平な断層で接している。これらがさらに高角の正断層で切断されている。
　現在はプレートの相対運動の変化で、高角正断層の一部が大規模な横ずれ運動をともなう、マイクロプレート境界へと転じ、Innsbruk Lineとなっている。
　今日の景観は過去2百万年間にあった少なくとも5回の氷期の氷河作用が作り上げたものである。最後の氷期が終わった1万年前に気候は大きく変化し、氷河は山脈の奥に後退し、アルプスの森林に巨大な花崗岩の遺石を残した。また、氷食によってえぐりとられ、U字谷となった渓谷の端には氷河の堆積物がたまって渓谷をふさぎ、コモ湖やボーデン湖、ルガーノ湖、レマン湖、ルツェルン湖といった細長い氷河湖がアルプス全域に散在することとなった。現在でも、アルプスには大小1,300の氷河が存在し、アルプス全体の2%を占めている。

## 歴史

### 古代

アルプス山脈を越えるハンニバルの軍

アルプス山脈には、非常に古くから人類が居住していた。1991年には、オーストリア・イタリア国境のエッツ渓谷において、紀元前3300年頃のミイラ化した遺体が溶けた氷河の下から発見された。この遺体はアイスマンと呼ばれ、解剖や遺伝子調査によって多くの科学的知見をもたらした。
アルプス山脈に居住した人々の中で、最初に記録に残っている人々はケルト人である。紀元前8世紀ごろにはすでにケルト人の祖先がアルプス全域に居住していた。やがてアルプス南麓のイタリア半島はローマ共和国の支配下に入る。紀元前218年、ローマ共和国を奇襲するためカルタゴのハンニバル・バルカは現在のフランスから、戦象を先頭に立ててアルプスを越えた。歴史上著名な、ハンニバルのアルプス越えである。彼は大規模な軍を率いて初めてアルプスを越えた将軍であり、この予想だにせぬ方向からの奇襲によってローマに衝撃を与えた。ただ、ハンニバルが実際に通った場所がどこだったかについてはいまだに定説がない。これによって第二次ポエニ戦争がはじまった。
第二次ポエニ戦争がローマの勝利に終わった後もなお1世紀以上はアルプスはケルト人の領土であったが、紀元前58年から同51年にかけて、ローマのガイウス・ユリウス・カエサルがガリア戦争を起こし、ヘルウェティ族など西アルプスのケルト人たちは敗北してローマの支配下に組み込まれた。その後もローマ帝国の北進は続き、紀元後15年から16年にかけてラエティアとノリクムを征服。これによってローマ帝国の防衛線はライン川とドナウ川をつなぐ線まで拡大し、アルプス山脈は全域がローマ帝国の支配下に置かれた。

### 中世

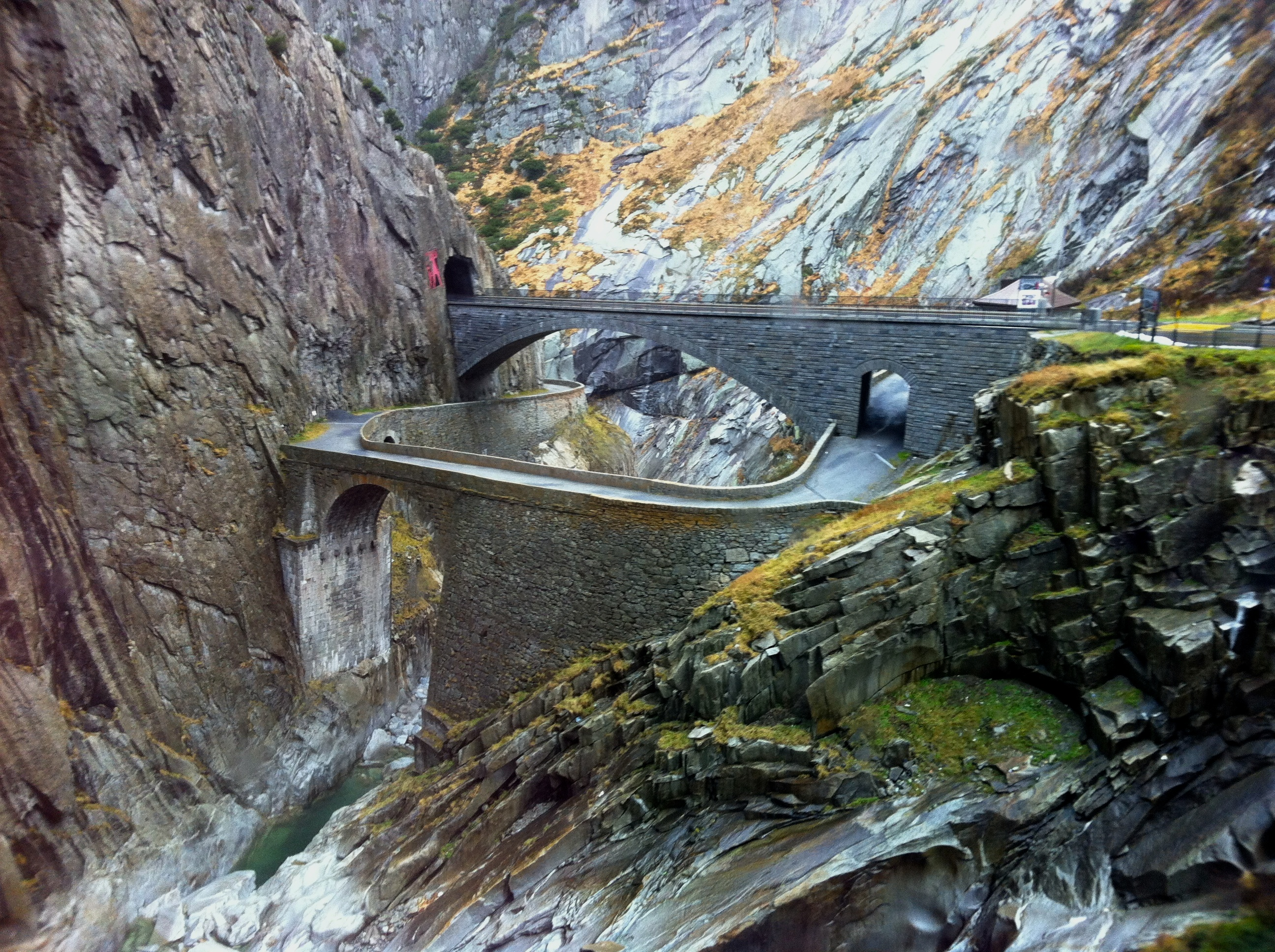
ザンクト・ゴットハルト峠の魔橋

やがてローマ帝国は衰微し、375年から始まるゲルマン民族の大移動によってアルプスのローマ支配は崩壊する。到来したゲルマン人たちは東アルプスおよびスイスの東半において多数派となった。それに対し、古くから住むローマ人たちは西アルプス西部並びに南麓において多数派を維持した。この民族分布は9世紀ごろに最終的に固定し、基本的にはほぼ現代の民族分布となった。411年にはアルプス西部に定着したブルグント族がブルグント王国を建国し、一度滅亡したものの443年に再興してアルプス西部全域を支配下におさめた。しかし、やがてゲルマン人の中からフランク王国がライン流域より勢力を拡大し、534年にはブルグント王国を滅ぼして西アルプス北麓をほぼ支配下におさめた。さらにカール大帝は773年にイタリア半島北部のランゴバルド王国と戦うためにアルプスを越え、翌774年にランゴバルド王国は滅亡。さらにカールは東方へと勢力を伸ばし、791年にはハンガリー平原のアヴァール人を討って東アルプス全域を占領し、ここに再びアルプスは単一政府の支配下に置かれた。しかし、カールの息子であるルートヴィヒ（ルイ）1世の死後、フランク王国は3つに分裂。843年のヴェルダン条約により、西アルプスとアルプス南麓は中フランク王国に、東アルプスは東フランク王国領となった。さらに870年のメルセン条約によって、中フランク王国はイタリア王国となってアルプス南麓を、東フランク王国はアルプス北麓を領するようになる。この混乱の中でブルグント族は勢力を再び拡大していき、879年にはプロヴァンス地方を中心にキスユラブルグント王国（低地ブルグント王国、下ブルグント王国）、888年には現在のスイス西部を中心にユーラブルグント王国（高地ブルグント王国、上ブルグント王国）を建国。933年にはユーラブルグント王国がキスユラブルグント王国に進攻してこれを滅ぼし、ブルグントを再び統一。ブルグント王国（アルル王国）と称した。963年には、東フランク王国の後身である神聖ローマ帝国はイタリア王国を併合し、ふたたびアルプスの南北が統一王権によって支配されることとなった。さらに1032年には最後のブルグント王であるルドルフ3世が死去し、ルドルフ3世の姪と結婚したローマ皇帝コンラート2世がブルグント王となることで、ブルグント王国は神聖ローマ帝国に併合された。
歴代の神聖ローマ帝国はイタリア王の称号を持つことから積極的なイタリア政策を行い、アルプスの南北の統一支配に努めたが、1254年にホーエンシュタウフェン朝が断絶すると20年以上にわたり大空位時代となり、この時期に各地の領邦君主が自律性を持ち、神聖ローマ帝国はなかば領邦君主の連合体となっていった。この時期には、アルプスにも2つの有力領邦が登場してくる。オーストリアとスイスである。もともと現在のスイス北部の領主だったハプスブルク家は、1273年にルドルフ1世が神聖ローマ皇帝に選出されたのを機に勢力を拡大していき、1278年にはオーストリア公国を獲得。以後ハプスブルク家はここを拠点として西へと進出し、1335年にはケルンテン公国を獲得、1363年にはチロル伯領を獲得して東アルプス全域を支配下に置いた。一方西アルプス東部においては、13世紀にザンクト・ゴットハルト峠が開通したことで、その麓に当たるウーリ州・シュヴィーツ州・ウンターヴァルデン州の3州が経済力を蓄え、1291年8月1日にスイス誓約同盟を結成した。この同盟は峠の支配と自治をめぐってハプスブルク家と対立したが、1315年のモルガルテンの戦いで誓約同盟軍はオーストリア軍を破り、以後誓約同盟はルツェルンやベルンなど近隣の州と次々と盟約を結び、勢力を拡大していった。これを警戒したハプスブルク家のレオポルト3世を1386年のゼンパッハの戦いで敗死させ、誓約同盟はアルプス中央部の主要勢力へと躍り出る。1415年にはハプスブルク家の父祖の地であるアールガウ州を誓約同盟は獲得し、アルプス中央部からハプスブルク家の勢力は一掃された。その後も誓約同盟の拡大は止まらず、16世紀初頭にはアルプス中央部をほぼ支配下におさめた。また、南西アルプスにおいてはフランス王国が1349年にドーフィネを獲得し、さらにプロヴァンスを獲得してアルプス西端を勢力範囲としていた。

### 近代

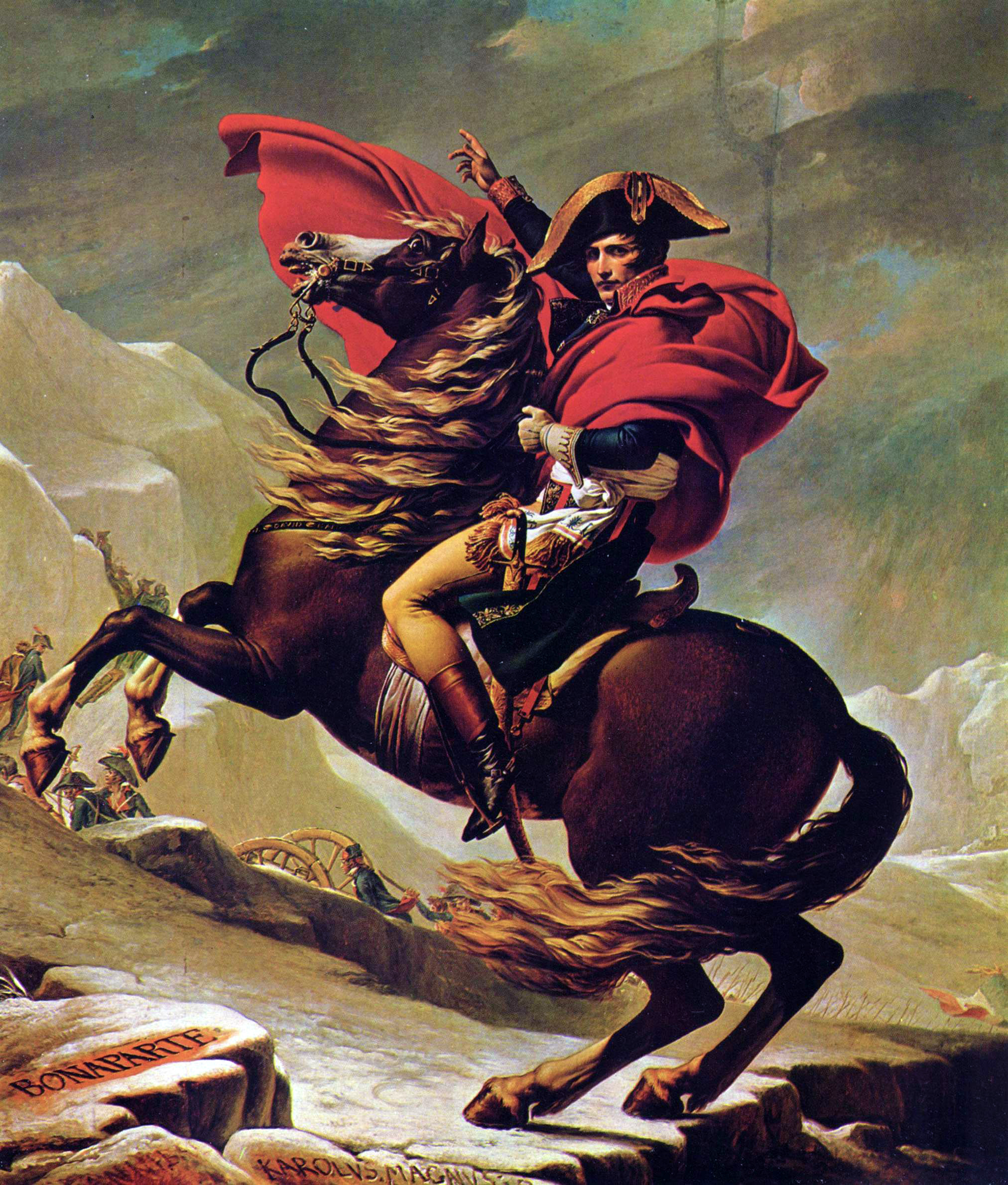
『アルプスを越えるボナパルト』（1801年）

17世紀初頭の三十年戦争により神聖ローマ帝国は事実上形骸化し、またイタリアとスイスは神聖ローマ帝国から分離することとなった。フランス革命はこの地域の政治情勢に大きな変化をもたらした。1798年にはスイスはフランスに屈服し、ヘルヴェティア共和国としてフランスの衛星国となった。1800年5月にはナポレオン1世がイタリア遠征のためにジュネーブを進発し、グラン・サン・ベルナール峠を越え北イタリアへ進出した。このときナポレオンは自らをハンニバルになぞらえて鼓舞したという。このアルプス越えの時のナポレオンの雄姿（白馬に騎乗した姿）を、ナポレオンに仕えた宮廷画家のジャック＝ルイ・ダヴィッドが、「ベルナール峠からアルプスを越えるボナパルト」として描いている。これによって北イタリアもフランスの手に落ち、1805年のプレスブルクの和約によってオーストリアもチロルなどアルプスの主要部分をフランスへと割譲させられた。しかしナポレオン没落後の1815年、ウィーン議定書によってアルプスの国境線は基本的には戦前の境界に戻された。ただし、リヒテンシュタイン公国は独立し、ヴェネトおよびロンバルディアはオーストリア領となり、スイス各邦でもナポレオン戦争中に独立した新邦はそのまま連邦加盟を認められた。
近世後期より、アルプス山脈の各高峰に挑む登山家が現れた。1760年、ジュネーヴ大学の教授であったオラス＝ベネディクト・ド・ソシュールが当時未踏峰であったモン・ブランへの初登頂に対して20ターラーの懸賞をつけたことが近代登山の創始とされる。ソシュール自身は1785年に登頂に挑戦したものの失敗し、結局翌1786年にシャモニーの医師ミシェル・パカールとポーターのジャック・バルマによってモンブランの登頂が成し遂げられた。この後もソシュールは研究を目的としてアルプスの高峰に登り続けた。このほか、ルイ・アガシーなども研究目的で登山を行っている。
19世紀中盤に入ると、アルプス周辺の国境線は再び大きく変動する。1847年の分離同盟戦争によってスイスは国家連合から連邦国家となり、1859年にはサルディニア王国がオーストリアを破ってロンバルディアを併合した。この際に、1858年にフランスとサルディニアで結ばれたプロンビエールの密約の再履行によって、レマン湖南岸のサヴォワ地方がフランスへと割譲された。サルディニアは1860年にはイタリア王国となる。1866年には普墺戦争によってヴェネト地方を獲得したものの、なお両国間には南チロルなどを巡って紛争の火種が残った。1870年にはプロイセン王国がバイエルン王国などの南ドイツ諸邦を吸収する形でドイツ帝国が成立し、ここに東アルプス北麓はドイツ領、アルプス南麓はほぼイタリア領となった。
この後、19世紀半ばにスポーツ登山がはじまる。1854年にはイギリス人のウィルスがウェッターホルン登頂を成し遂げ、1857年にはイギリスで英国山岳会（アルパイン・クラブ＝アルプスのクラブ）が発足する。1865年にはエドワード・ウィンパーによってマッターホルンが登頂され、この時期にスポーツとしての登山がアルプスを舞台として成立した。
第一次世界大戦後、オーストリア・ハンガリー帝国は解体され、イタリアは南チロルを得、またアルプス東南端はユーゴスラビア王国領となった。第二次世界大戦中は、1938年のアンシュルスと1940年のフランスの敗北によって一時大部分が枢軸側となる中、スイスはアンリ・ギザンの指導下でアルプスを要塞・防衛線とした徹底的な防衛態勢を敷き、終戦まで中立を守り抜いた。冷戦の終結後、1991年に十日間戦争によってスロヴェニア共和国がユーゴスラビアから独立し、アルプスの現在の領域が確定した。

## 産業
農業は主に標高が低く温暖な渓谷部分で行われているが、アルプスでは酪農が広く行われている。かつては冬の間は渓谷にある牛小屋で牛を飼い、春になると中腹の牧草地で、夏にはさらに高いところにある牧草地へと牛を移動させ、秋が来るとまた牛を低地へと移動させる移牧が盛んに行われていたが、手間がかかるため近年では姿を消しつつある。祭りやチーズ作りなどの様々な文化的要素はあるため、2023年にスイスのアルプス山脈の牧草地の季節はユネスコの無形文化遺産に登録された。また、林業やそれを基盤とした製材業も行われている。製材業のほかにも、時計などの精密機械工業などの工場も多く立地している。こうした工場を動かすエネルギー源は、山脈中のダムや滝に設置された水力発電所から得られる豊富な電力を利用している。
19世紀半ばより、アルプス山脈は避暑地として注目されるようになり、観光産業が大きく発展した。避暑のほかにも、19世紀に入ると氷河や滝、険しい山岳といった厳しい自然の光景がヨーロッパにおいて美しいと感じられるようになり、このような風景を多く持つアルプスは観光地として脚光を浴びるようになった。普通の観光のほか、空気療養など医学的な見地でも注目され、ダヴォスをはじめとして各地にサナトリウムが建設された。20世紀にはいるとスキーがこの地域に導入され、1930年代に施設や器具の改良が行われて大衆化が進み、各地にスキー場が開設されるようになった。現在では夏は冷涼な気候と美しい自然を求める観光客が訪れ、冬はスキーなどウィンタースポーツを楽しむ多くの観光客を集める一大観光地となり、観光産業がこの地域の主要産業のひとつとなった。かつては夏が最も観光客の多いシーズンであったが、近年ではスキー客の増加する冬が観光収入が高くなってきている。スキー種目のうち滑降競技の別名「アルペン競技」(Alpine(s)) の名はアルプスに由来する。
アルプス山脈の山麓および山中の都市は、しばしば冬季オリンピックの開催地となっている。第1回フランス シャモニー1924から、第2回スイス サンモリッツ1928、第4回ドイツ ガルミッシュ・パルテンキルヘン1936、第5回サンモリッツ1948、第7回イタリア コルチナ・ダンペッツオ1956、第9回オーストリア インスブルック1964、第10回フランス グルノーブル1968、第12回インスブルック1976、第16回フランス アルベールビル1992、第20回イタリア トリノ2006、第25回イタリア ミラノ・コルティナ2026、第26回フランスアルプス2030と、2024年現在開催が決定している27回のうち12回がアルプス山脈で行われており、この地域のウィンタースポーツの盛んさと施設の充実を示している。特に2030年大会はフランスアルプス地方全域が開催地となっている。

## 交通

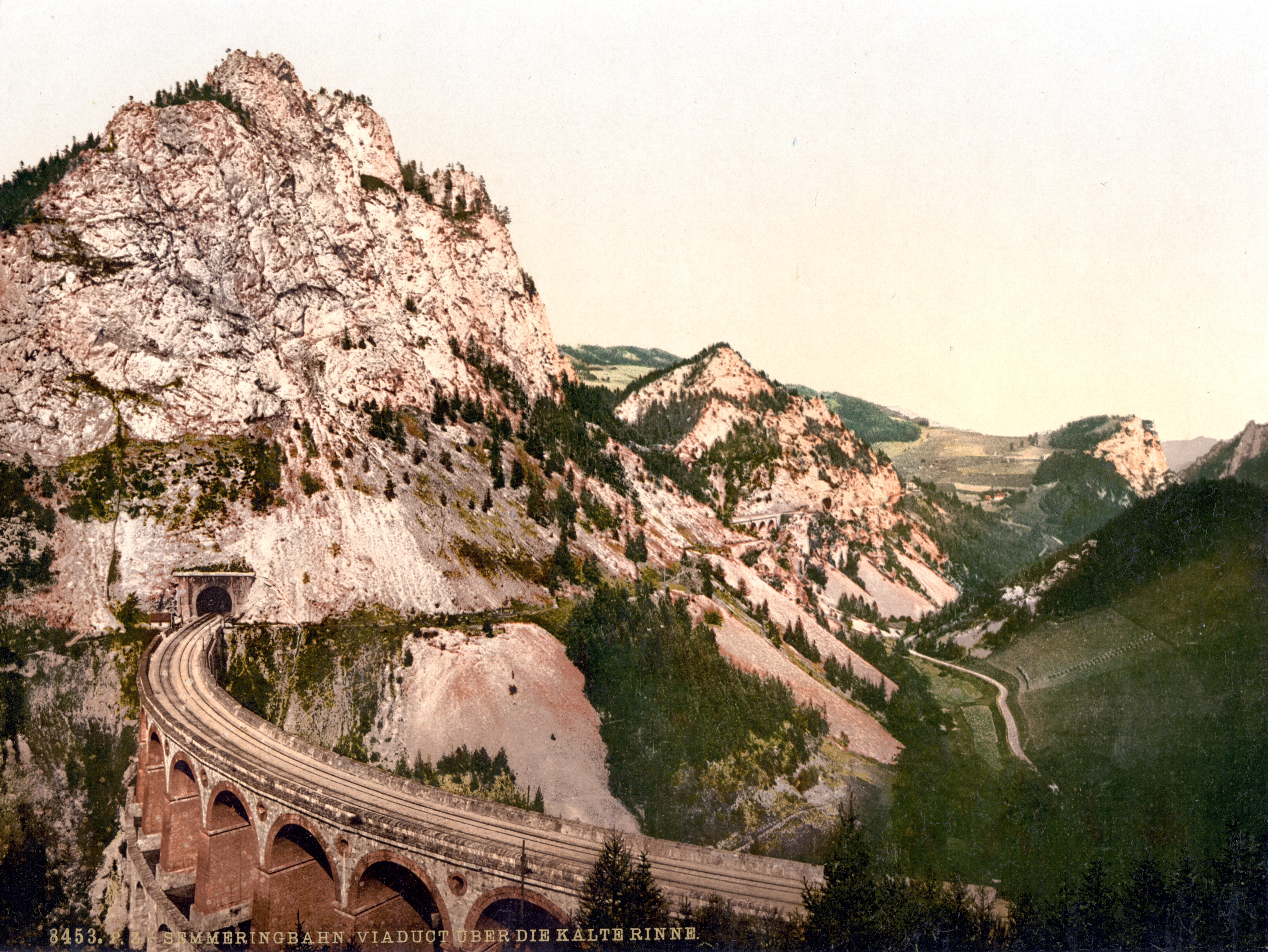
ゼメリング鉄道（1900年ごろ）

アルプスは、モンブランの他、マッターホルン・ユングフラウなどの高峰を有し、最高部は氷河に覆われる交通の難所である。しかしイタリアよりヨーロッパ各地域へ通じる要路に位置するため、戦争や交易のための移動経路となり、中世には巡礼、大学生、近世においてはまた各地を見物するための旅行者など、多くのものがアルプス越えを行った。古代から中世にかけて主に用いられた峠を西から列挙すれば、シンプロン峠（サンプロン峠と読まれることもある）、ジュネーヴ山越えの道、グラン・サン・ベルナール峠、シュプルーゲン峠、ゼプティマー峠、ブレンナー峠、ラートシュタッター・タウラーン峠、ゾルクシャルテ峠、プロッケン峠、ポンテッバー峠（別名をザイフニッツ峠）である。歴史を通じて最も多用されてきた峠はジュネーヴ山越えの道およびブレンナー峠であるが、各時代によって、愛用される峠は若干異なる。13世紀にはザンクト・ゴットハルト峠が開通したことで、その麓に当たるウーリ州・シュヴィーツ州・ウンターヴァルデン州の3州が力をつけ、この地方を地盤としていたハプスブルク家の軍を破ってスイス誓約同盟を結成するなど、アルプスの交通路は大きな利益を生み、時に争奪の対象となった。また、各地に点在する氷河湖は険しい陸路を補完する格好の交通路となっており、スイス誓約同盟もルツェルン湖の湖上交通をもう一方の柱として拡大を続けた。しかし各地の峠を越えることは危険を伴い、グラン・サン・ベルナール峠には救護所を兼ねた修道院が建設されており、この修道院で18世紀ごろから旅人の救護活動をしていた犬種が、やがてセント・バーナード犬として世界中に広まっていった。18世紀に入ると各地の峠で馬車が通行できるように峠の改修が行われ、ザンクト・ゴットハルト峠では1775年、シンプロン峠では1805年に馬車の通行が可能となった。
なおこれらの峠のうち幾つかの下には、近代に至ってトンネルが掘削され、各国国境をまたがる鉄道線路および自動車道路が敷設されている。はじめてアルプスを越えた鉄道が建設されたのは、アルプスのほぼ東端にあたるゼメリング峠で、1854年のことだった。この路線はゼメリング鉄道と呼ばれ、オーストリア帝国の首都ウィーンと帝国唯一の大規模港湾・トリエステを結ぶ路線の一部だった。この路線はオーストリア南部鉄道からオーストリア連邦鉄道へと引き継がれ、現在でもオーストリアとアドリア海を結ぶ大幹線となっているが、ゼメリング鉄道部分は開業当時のままの姿で残されており、1998年には文化遺産として世界遺産に登録されている。また、1867年には古来より常にアルプス越えの主要ルートであったブレンナー峠にブレンナー・トンネルが開通し、南北チロルの交通が大幅に改善された。
19世紀後半に入ると、スイス国内の鉄道建設が盛んになり、アルプス中部および西部を越える鉄道トンネルも構想され始めた。1871年には、フランスとイタリアを結ぶフレジュス鉄道トンネルが開通する。これはモン・スニ峠を代替するもので、そのためモン・スニ峠からはやや南西にはずれているものの、フランスではモン・スニ鉄道トンネルとも呼ばれる。この鉄道の開通によってトリノとリヨンが結ばれるようになった。1882年にはゴッタルド峠の下にゴッタルド鉄道トンネルが開通し、スイス・アルプス中央部を南北に貫く初の鉄道が開通した。1906年にはスイスのブリークとイタリアのドモドッソラを結ぶシンプロントンネルが開通し、ローザンヌなどのスイス西部とミラノが結ばれるようになる。このシンプロントンネルは、1982年に日本で大清水トンネルが開通するまでの76年間、世界最長の鉄道トンネルであった。1911年にはベルンからシンプロントンネルまでの経路を短縮するため、ベルン州とヴァレー州を結ぶレッチュベルクトンネルが開通し、ここにアルプスの南北を結ぶ鉄道路線網はほぼ完成した。また、幹線鉄道網のほかに、1912年に開通したユングフラウ鉄道などの観光用の登山鉄道も、主要な高峰に整備された。これらの鉄道のほとんどは現在でも運行しており、ツェルマットとサン・モリッツを結ぶ氷河急行や、クールからサンモリッツを通りイタリアのティラーノまでを結ぶベルニナ急行は観光列車として名高く、世界中から多くの観光客が訪れる。ユングフラウ鉄道の終点であるユングフラウヨッホ駅は、ヨーロッパで最も高いところに位置する駅である。
第二次世界大戦後、自動車利用の激増によってアルプスを南北を結ぶ道路トンネルの建設が叫ばれるようになり、1965年にはイタリアのアオスタとフランスのシャモニーを結ぶモンブラントンネルが開通し、1980年にはゴッタルド道路トンネルが開通した。しかしこのころから、アルプスを縦断する自動車、特にトラックの激増によりアルプスの植生や自然環境に重大な影響があらわれてくるようになった。これを防ぐため、スイス政府はヨーロッパ連合にトラック輸送の制限を要求。この要求は通行税の増額という形に落ち着いたが、この過程でスイス政府は、モーダルシフトを推進し自動車輸送を軽減するため、アルプスを縦断する新高速鉄道トンネルの建設を計画した。この計画はアルプトランジット計画と呼ばれ、現在ある東のゴッタルドトンネルと西のレッチュベルクトンネルの数百メートル下に新しいトンネル（基底トンネルと呼ばれる）を建設して高速化を行うものだった。この計画のうちレッチュベルクベーストンネルは2008年に開通し、ゴッタルドベーストンネルも2016年6月に開通した。また、同様の問題を抱えるオーストリア政府も、ブレンナー峠の下にブレンナーベーストンネルを建設する決定を下し、2015年現在建設中である。また、こうした事情により、とくにスイスにおいてはカートレインの利用が盛んであり、アルプス越えの際によく利用される。

## アルプスを題材にした作品

### クラシック音楽
- ミヒャエル・ハイドン - ジングシュピール『アルプスの牧場の婚礼』MH 107/218
- テオドール・エステン - 『アルプスの鐘』
- テオドール・エステン -『アルプスの夕映え』
- ヨハン・シュトラウス2世 - ワルツ『アルプスの思い出』（作品172）
- エドゥアルト・シュトラウス1世 - ポルカ・フランセーズ『アルプスの薔薇』（作品127）
- リヒャルト・シュトラウス - 『アルプス交響曲』

### 絵画
- クロード・ジョセフ・ヴェルネ - 『アルプスの羊飼いの娘』
- ジョヴァンニ・セガンティーニ - 『アルプスの真昼』[20]

### 映画
- 『アルプスの若大将』
- 『アイガー北壁』

### 児童向け作品
- 『アルプスの少女ハイジ』
- 『アルプス物語 わたしのアンネット』